# Robert Herman Bogue
Robert Herman Bogue (Southborough, Massachusetts,  27 de septiembre de 1889 - 18 de octubre de 1985) fue un químico y físico estadounidense.

## Biografía
Antes de tomar posesión en el cargo de  Director del Portland Cement Association (PCA) Fellowship en 1924, se licenció en la Tufts University en 1912, el Massachusetts College (1915), y la Universidad de Pittsburgh (Doctor en Filosofía, 1920), y había adquirido la experiencia profesional como Profesor Adjunto en el Montana State College (1915-1917), un Adjunto del Mellon Institute (1917-1922), y profesor asociado en el Lafayette College de Easton (1922-1924).

### Carrera profesional e investigación
Sus intereses de investigación en aquel tiempo parecen haber sido la química coloidal y el comportamiento coloidal de proteínas - objeto principal de los materiales inorgánicos que serían vitales en el resto de su carrera profesional. Como Director del PCA Fellowship, Bogue ejerció un mando notablemente previsor que hizo a la compañía ser un contribuidor muy importante en lo que ahora sería descrito como la ciencia de materiales del hormigón. Entre las contribuciones personales de Bogue se encuentra con una importancia destacada el "Cálculo de Compuestos en el Cemento Portland", publicado en 1929. Para entender la importancia del papel que desempeñó este tratado, es necesario conocer un poco sobre el cemento Portland y su fabricación.
Hasta la publicación de este escrito, había mucha controversia sobre las composiciones  de compuestos presentes en la escoria, aun cuando las composiciones elementales de clínker y cemento (siempre expresado en términos de óxidos simples) fueran determinadas rutinariamente en plantas de cemento y otros laboratorios. La publicación del tratado obviamente logró su objetivo: Bogue y el PCA Fellow fueron incluidos desde entonces, en el texto de una directriz dada por el Instituto americano de Hormigón (American Concrete Institute, ACI). 
Dos años antes en 1927, él escribió: " ... estamos en una edad de avances. El ánimo para el nuevo conocimiento está en el aire..... Se están haciendo preguntas serias ahora que hace unos años habrían sido considerada como absurdo porque no tenían respuesta..... Todo esto nos hace creer en un desenredo de las leyes que gobiernan la constitución del clínker de cemento y el comportamiento de los componentes del cemento, que aplicados al hormigón pueden tener una repercusión que a día de hoy no podemos llegar a sentir" En la misma reseña, él cambió la naturaleza del problema para ser resuelto claramente diciendo que "de importancia fundamental, por encima de otros, y por los motivos dados antes, son los estudios que nos darán la información de la naturaleza de los componentes en el clínker. Se conocían algunos de estos desde hace algún tiempo. Los otros han sido hechos mediante conjeturas sobre lo anterior, pero las conjeturas de varias autoridades en la materia no siempre están de acuerdo. Un grupo cree que un compuesto complejo que contiene la cal, la alúmina, y los silicatos está presente en el clínker; otro grupo, que aquella cal y uno de los silicatos forman un compuesto no compacto conocido como una solución sólida; y todavía otro grupo, que la cal y los silicatos forman dos silicatos separados... Pero otros componentes además de la cal y los silicatos están presentes, y debemos aprender la forma de su combinación. ¿Qué compuestos forman la alúmina, el óxido, y la magnesia? ¿Qué cambio es observado en la composición del producto resultado del empleo de los diferentes porcentajes de estos y de todos los otros componentes de la materia prima?"
De los estudios petrograficos, Bogue sabía que el clínker de cemento Portland por lo general contenía cuatro compuestos principales (mencionó alita, belita, celita y felita) de composición desconocida, pero no había, aún, ningún modo práctico de determinar sus cantidades. Del creciente, pero todavía incompleto, conocimiento de las relaciones de las fases CaO-SiO2-Al2O3-Fe2O3 (o C-S-A-F) en el sistema, Bogue concluyó que los compuestos principales en la escoria eran el silicato tricálcico (Ca3SiO5 o C3S), el silicato bicálcico (Ca2SiO4 o C2S), aluminato tricálcico (Ca6Al2O6 o C3A), y la ferrito-aluminato tetracálcico (Ca4Al2Fe2O10 o C4AF), y que las cantidades de cada uno podrían ser calculadas a partir de la composición de óxido del clínker, a condición de que las  reacciones a altas temperaturas hubieran finalizado en la producción de los productos del equilibrio y ninguna cantidad significativa de material no reaccionado permaneciese.
Sobre esta base, al menos a una aproximación útil, Bogue estuvo acertado en el desenredo: "las leyes que gobiernan la constitución del clínker de cemento" y presentó un juego de ecuaciones simultáneas, junto con nomógrafos, para calcular las cantidades de los compuestos principales - "la composición potencial" - de un clínker o un cemento Portland a partir de los resultados de análisis de los óxidos principales (CaO, SiO2, Al2O3, y Fe2O3) junto con las determinaciones de MgO, pérdida al fuego, y residuo ácido insoluble.
Él comprendió que los compuestos era poco probable que fuesen puros debido a la presencia de óxidos no deseados en una menor cantidad en las materias primas, pero no tenía los datos que le permitirían tomar los óxidos minoritarios en consideración en sus cálculos. A pesar de esta limitación, Bogue creyó que las cantidades deliberadas de los compuestos eran bastante cercanas a la realidad para ser útiles. Esto es verdad y es ampliamente demostrado por el hecho que desde que las ecuaciones de Bogue se hicieron, 70 años más tarde todavía son la base para el esquema de clasificación usada en el ASTM C-150, la especificación para el cemento Portland.
La capacidad de calcular las composiciones de cemento en términos de las cantidades de los principales compuestos presentes proporcionó un nuevo instrumento valioso para la explicación, o la predicción, en las diferencias del funcionamiento en la ingeniería del cemento Portland. Esto era verdad aun cuando, cuando él escribiera su teoría, Bogue no sabía que la composición de la fase de ferrito-aluminato podría variar mucho más que las composiciones de los otros compuestos principales; la fase de "C4AF" es, de hecho, un miembro de una serie de solución sólida de cual los miembros finales son Ca6Al4Fe2O15 y Ca2Fe2O5 (o C6A2F y C2F); sin embargo, para la mayor parte del cemento Portland, la composición de la fase de ferrito-aluminato es razonablemente cercana a la de la composición asumida por Bogue.
La capacidad de calcular las cantidades de los compuestos principales en un clínker o en el cemento tenía aplicaciones importantes. Había ahora la posibilidad de establecer sistemas que estudiasen la relación entre las cantidades de los compuestos en un cemento y el funcionamiento de la ingeniería del cemento en el hormigón, sobre todo en relación con la durabilidad. Comenzando en 1940, esto condujo a la inclusión de las ecuaciones Bogue en la especificación ASTM para cemento Portland, porque  entonces ya se tenía seguridad de que las cantidades de los componentes principales eran uno de los factores que determinaron el funcionamiento de la ingeniería.
El Tipo ASTM de un cemento Portland (I, II, III, IV o V) todavía se está determinado, al menos en parte, por su "composición potencial" familiarmente conocida como la "composición Bogue". Así, un Tipo de ASTM IV Cemento Portland es un "cemento de bajo calor", requerido por ser bajo en C3S y bajo en C3A. Fue desarrollado para el empleo en estructuras masivas concretas, expresamente para la construcción de la Presa de Hoover. En un Tipo V  de ASTM, el Cemento Portland es "un cemento resistente a sulfatos" que requieren contener un máximo del 5% en masa de C3A. Fue desarrollado para el empleo en el hormigón que estará en contacto con suelos ricos de sulfato o aguas; y un Tipo II de ASTM Cemento Portland (conteniendo un máximo del 8 % en masa de C3A) es un cemento tanto "de calor medio" como un "moderadamente sulforesistente".

## Fórmulas de Bogue
De vital trascendencia en el estudio de la química del clínker y el cemento. Útiles para los ingenieros civiles que deben conocer la composición potencial y centesimal, o componer clínkers para cementos a partir de calizas y arcillas como materias primas. Evitan desarrollar la estequiometría de los compuestos del cemento, que tienen masas moleculares altas, difíciles de trabajar, dando una sencilla relación de coeficientes:
{\displaystyle \%C4AF=3'04Fe2O3}
{\displaystyle \%C3A=2'65Al2O3-1'69Fe2O3}
{\displaystyle \%C3S=4'07CaO-7'60SiO2-1'43Fe2O3-6'72Al2O3-2.85SO3}
{\displaystyle \%C2S=2'86SiO2-0'75C3S}
Estas fórmulas sólo son válidas para cemento Portland.

## Influencia de Bogue actualmente
Hoy en día no es necesario explicar a un químico del cemento o ingeniero civil, en Los Estados Unidos o en cualquier otro país, qué se quiere decir cuando nos referimos a la "composición de Bogue". La herencia de Bogue a partir de sus años como Director del PCA Fellowship está reflejada no solo en su técnica para calcular las composiciones de fase de cemento, sino también en muchos estudios experimentales, a menudo realizados con su participación, de relaciones de fase en sistemas relevantes para unir con cemento y pavimentar con hormigón.
Representar el H2O, K2O, y Na2O con H, K y N, respectivamente, algunos de los sistemas estudiados fueron de sistemas anhidros: C-A-S, C-N-A, C-M-C2S-C5A3, C2S-KCS, N-C-A-S, y C-CA-C2F; y sistemas hídricos incluidos: C-S-H, el sistema granate-hidrogranate, C-A-H, C-N-S-H, e hidrogranate en C-A-S-H. Bogue fue claramente uno de los más eminentes científicos de su época, y sus textos académicos, "The Chemistry of Portland Cements", ee estableció como la única fuente más fácil de comprender y autorizada del conocimiento de la química del cemento desde el día de su publicación hasta la mitad de los años 70.
Fue probablemente una coincidencia que, en 1929, el año en que la teoría de Bogue fue publicada, el director de la NBS respondió a una petición del Congreso para establecer un programa para asegurar que los cementos usado en proyectos de construcción federales fuesen de la calidad requerida. Esto comenzó como un programa conducido por la NBS -más de varios años, se desarrolló en asociación con ASTM como el Laboratorio de Referencia de Cemento (CRL). El CRL fue más lejos y amplió su alcance para incluir el hormigón, haciendo que es ahora el Cemento promovido por la ASTM y Concrete Reference Laboratory (CRL).

## Concrete Reference Laboratory (CRL)
En su forma actual, el CCRL es una investigación de asociaciones que, por inspecciones de laboratorio y programas de ensayos de propiedades, proporciona la garantía de calidad a pruebas de laboratorios que usan normas ASTM, incluyendo ASTM C-150 con sus cálculos Bogue, en las pruebas de cemento y hormigón. Un desarrollo importante ha hecho mejorar la eficacia del programa de muestra de habilidad CCRL. Fue descrito en el documento de 1959, "Los Aspectos Estadísticos del Programa de Pruebas de Cemento" por el estadístico renombrado  de la NBS, W. J. Youden. Youden mostró como la cantidad de información fácil de conseguir de un programa interlaboratorio de prueba podría ser aumentada considerablemente por publicación de muestras de habilidad en pares - un procedimiento que es extensamente usado internacionalmente.

## Filosofía de Bogue
De sus escrituras se desprenden unos sentimientos que Bogue habría apreciado en el trabajo reciente del NIST, porque parece estar de acuerdo completamente en lo filosófico con sus opiniones, y porque se han beneficiado del programa que él condujo desde 1924 hasta 1954. Por ejemplo, pronto en la vida del PCA Fellowship, Bogue comentó, "No sabemos si nuestras investigaciones demostrarán ser del mayor valor, pero estamos convencidos que la información científica acerca de la naturaleza de los compuestos de clínker y de las reacciones de estos compuestos, sostiene la promesa de uso en muchas direcciones. Quizás las eventuales aplicaciones directas puedan estar en la fabricación, en la materia prima, en el control, o puedan estar en la utilización del cemento en el hormigón.... Esto es una de nuestras ambiciones; uno de los motivos para nuestra existencia. El otro debe ampliar el campo de utilidad de hormigón por el desarrollo de un material que poseerá al más alto grado  las calidades virtuosas para las cuales el hormigón es conocido ahora. O, quizás, aún vaya más allá de estas a la apertura de nuevas posibilidades en la construcción, o el arte, o la industria que aún no son concebidas. En el caso de muchas materias primas, sigue la demanda de suministro, pero en el caso de los nuevos descubrimientos de la Ciencia, un mercado nace donde ninguno existió y la creación del producto se abre los rastros de una realidad de progreso, de logro, que anteriormente fueron alumbrados sólo por la Lámpara de Aladino en la imaginación."